# Mancy
Mancy ist eine französische Gemeinde mit 237 Einwohnern (Stand: 1. Januar 2022) im Département Marne in der Region Grand Est. Sie gehört zum Arrondissement Épernay und zum Kanton Épernay-2. Die Einwohner werden Mancéens genannt.

## Geographie
Mancy liegt etwa 35 Kilometer südsüdwestlich von Reims. Umgeben wird Mancy von den Nachbargemeinden Monthelon im Norden, Cuis im Nordosten, Grauves im Süden und Osten, Moslins im Süden und Südwesten sowie Morangis im Westen.

## Bevölkerungsentwicklung
| Jahr                      | 1962 | 1968 | 1975 | 1982 | 1990 | 1999 | 2006 | 2011 | 2018 |
| Einwohner                 | 184  | 176  | 203  | 277  | 276  | 250  | 246  | 279  | 250  |
| Quelle: Cassini und INSEE |      |      |      |      |      |      |      |      |      |

## Sehenswürdigkeiten
- Kirche Saint-Hubert aus dem 14. Jahrhundert

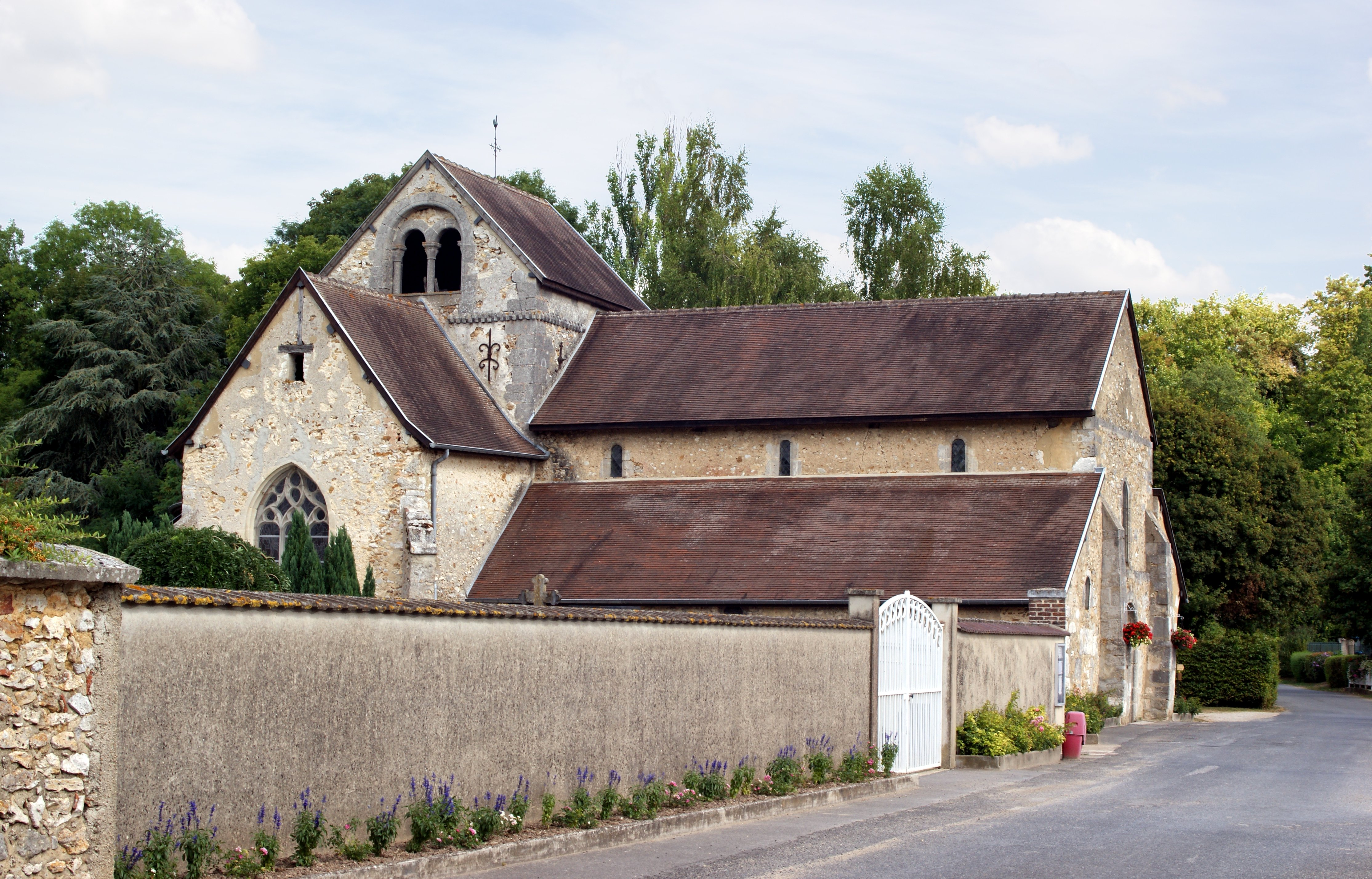
Kirche Saint-Hubert